# Donald Bruce Gillies
Donald Bruce Gillies (Toronto, 15 de outubro de 1928 — Urbana, Illinois, 17 de julho de 1975) foi um matemático e cientista da computação canadense. Conhecido por seu trabalho em teoria dos jogos, projeto de computadores e ambiente de desenvolvimento integrado em minicomputadores.